# الثعلبية (الباب)
الثعلبية أو جقال كبير كما تعرف محليّاً، قرية سوريّة تتبع إداريّاً لمحافظة حلب منطقة الباب ناحية عريمة، بلغ تعداد سكانها 81 نسمة حسب التعداد السكاني لعام 2004.